# Бугорчатый щелкун
Бугорчатый щелкун (лат. Agrypnus binodulus) — вид жесткокрылых из семейства жуков-щелкунов.

## Распространение
Встречается бугорчатый щелкун на севере Китая, в Корее и Японии (острова Хоккайдо, Хонсю, Сикоку, Кюсю). На территории бывшего СССР водится на Дальнем Востоке и Приморском крае.

## Описание

### Имаго
Жук достигает в длину 13—18 миллиметров. Тело покрыто золотистыми и серыми чешуйками, часто образующими мраморный узор. Окрашен в чёрный или чёрно-коричневый цвет.

### Проволочники
В длину проволочники достигают 30 мм. Переднегрудный сегмент не короче суммы двух последующих. Края площадки каудального сегмента с пятью острыми хитинизированными бугорками. Наружные ветви урогомф до двух раз крупнее внутренних.

## Экология
Проволочники — хищники, живут в лесной почве и подстилке.